# Андук
Анду́к (фр. Andouque, окс. Andoca) — коммуна во Франции, находится в регионе Юг — Пиренеи. Департамент — Тарн. Входит в состав кантона Кармо-1 Ле-Сегала. Округ коммуны — Альби.
Код INSEE коммуны — 81013.

## География
Коммуна расположена приблизительно в 540 км к югу от Парижа, в 85 км северо-восточнее Тулузы, в 17 км к северо-востоку от Альби.

## Климат
Климат умеренно-океанический. Зима мягкая и дождливая, лето жаркое с частыми грозами. Ветры довольно редки.

## Население
Население коммуны на 2010 год составляло 384 человека.
| 1962 | 1968 | 1975 | 1982 | 1990 | 1999 | 2010 |
| ---- | ---- | ---- | ---- | ---- | ---- | ---- |
| 577  | 549  | 477  | 427  | 403  | 370  | 384  |

## Администрация
| Период | Период | Фамилия     | Партия | Примечания |
| ------ | ------ | ----------- | ------ | ---------- |
| 2001   | 2008   | Жан Тарру   |        |            |
| 2008   | 2020   | Жерар Ремон |        |            |

## Экономика
В 2007 году среди 221 человека в трудоспособном возрасте (15—64 лет) 161 были экономически активными, 60 — неактивными (показатель активности — 72,9 %, в 1999 году было 67,8 %). Из 161 активных работали 148 человек (79 мужчин и 69 женщин), безработных было 13 (7 мужчин и 6 женщин). Среди 60 неактивных 15 человек были учениками или студентами, 27 — пенсионерами, 18 были неактивными по другим причинам.